# Automobiles Dallas
Automobiles Dallas – francuskie przedsiębiorstwo branży motoryzacyjnej zajmujące się produkcją samochodów terenowych. Siedziba przedsiębiorstwa mieściła się w Neuilly-sur-Seine.
Spółka została założona w 1981 roku. W 1984 roku, przedsiębiorstwo kupił piosenkarz Franck Alamo i zmienił jej nazwę na Automobiles Grandin S.A..

## Modele
Lista niepełna.
- Dallas
- Dallas II